# St. Stephanus (Stillern)

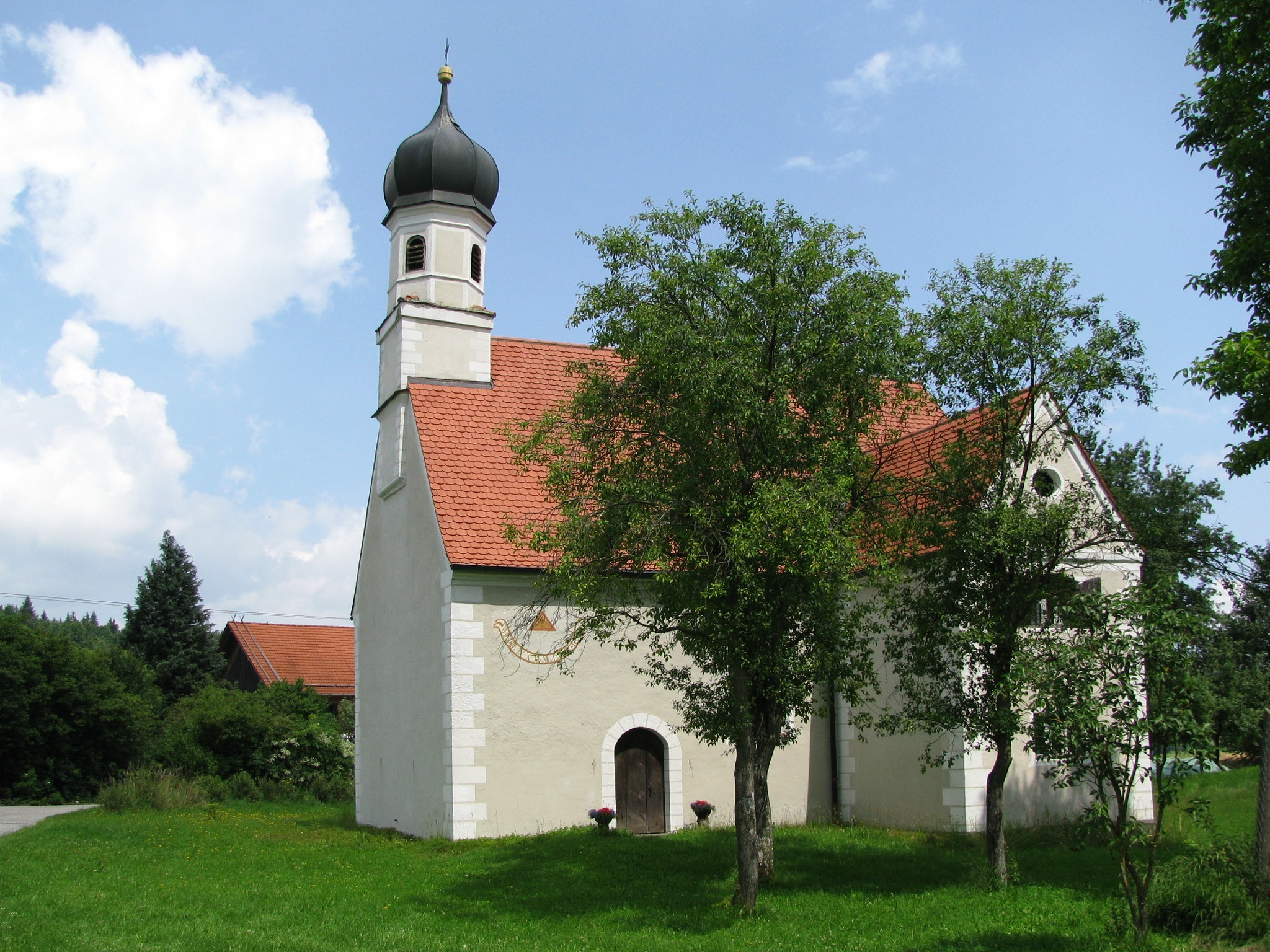
Kapelle St. Stephanus

Die Wallfahrtskapelle St. Stephanus liegt am Jakobsweg zwischen Raisting und Wessobrunn im oberbayerischen Landkreis Weilheim-Schongau.

## Geschichte
Der Abt des Klosters Wessobrunn, Bernhard Gering, erbaute 1664 die Kapelle St. Stephanus im Stil des Frühbarock auf den Grundmauern einer dem Feuer zum Opfer gefallenen Mönchsklause aus dem zwölften Jahrhundert. Dort verpflegte ein Einsiedler Reisende auf der alten Römerstraße.
In der Zeit der Säkularisation wurde das Kloster Wessobrunn seiner Ländereien enteignet. Neue Eigentümer der Kapelle wurden die Grafen von Hohenpähl. Heute ist sie im Privatbesitz der Einwohner Stillerns.
Zum Ende des Zweiten Weltkrieges fanden amerikanische Soldaten Zuflucht in St. Stephanus und nutzten den Turm der Kapelle als Spionagestützpunkt der Alliierten.

## Wallfahrt
Jedes Jahr am 26. Mai findet eine Fußwallfahrt mit einem Mariengottesdienst in St. Stephanus statt. 
Am 12. Oktober treffen sich Wallfahrer zum alljährlichen Oktober-Rosenkranz. Die Kapelle liegt direkt am Münchner Jakobsweg  und wird von vielen Pilgern zur Erholung und zum Gebet genutzt.

## Christliches Brauchtum
Am Marien-Feiertag, dem 1. Mai, werden seit den 1950er Jahren landwirtschaftliche Fahrzeuge und deren Besitzer gesegnet. Im Anschluss treffen sich die Gläubigen im zugehörigen Hof-Biergarten zum traditionellen Frühschoppen mit Blasmusik.
Seit der letzten Renovierung in den 80er Jahren wird die idyllisch gelegene Privatkapelle häufig für Taufen und Hochzeiten genutzt.
Das Patrozinium findet jedes Jahr am dritten August statt.

## Architektur
Barocker Saalbau im Originalzustand mit eingezogener Apsis und Westturm mit Zwiebelhaube mit angefügter Sakristei. Der frühbarocke Bau befindet sich im Originalzustand. Außergewöhnlich ist bei einer Kapelle dieser Baugröße die eigene Kanzel.
Die beiden Glocken in den Tonarten Nominale h” und cis”” sind von Hand zu läuten.
Historische Steinplatten aus dem Eingangsbereich befinden sich heute im Bayerischen Nationalmuseum in München.